# Haytham Tambal
Haytham Tambal (àrab: هيثم طمبل)  (Omdurman, 28 de novembre de 1978) és un exfutbolista sudanès de la dècada de 2000.
Fou internacional amb la selecció de futbol del Sudan. Pel que fa a clubs, destacà a Orlando Pirates i Al-Merrikh SC.